# Primera B 1943
Het seizoen 1943 van de Primera B was het tweede seizoen van deze Uruguayaanse voetbalcompetitie op het tweede niveau.

## Teams
Er namen acht ploegen deel aan de Primera B in dit seizoen. CA River Plate was vorig seizoen vanuit de Primera División gedegradeerd, zes ploegen handhaafden zich op dit niveau en CA Fénix promoveerde vanuit de Divisional Intermedia.
Zij kwamen in plaats van het gepromoveerde CS Miramar. Misiones FC degradeerde vorig seizoen naar het derde niveau.
| Club           | Stad       | Stadion                              | Vorig seizoen |
| -------------- | ---------- | ------------------------------------ | ------------- |
| CA Bella Vista | Montevideo | Parque José Nasazzi                  | 3e            |
| CA Cerro       | Montevideo | Parque Demetrio Arana                | 4e            |
| Colón FC       | Montevideo | Onbekend                             | 6e            |
| CA Fénix       | Montevideo | Estadio Parque Capurro               | 1e (Int.)     |
| CA Progreso    | Montevideo | Parque Miguel Campomar               | 2e            |
| CA River Plate | Montevideo | Estadio Parque Federico Omar Saroldi | 10e (1ª)      |
| San Carlos FC  | Montevideo | Onbekend                             | 7e            |
| Wilson FC      | Montevideo | Onbekend                             | 5e            |

## Competitie-opzet
Alle ploegen speelden tweemaal tegen elkaar. De kampioen promoveerde naar de Primera División. De hekkensluiter degradeerde naar de Divisional Intermedia.
Degradant CA River Plate en CA Progreso (vorig seizoen tweede) begonnen de competitie met de maximale score uit de eerste vier wedstrijden. Tijdens de vijfde speelronde troffen ze elkaar en deze wedstrijd won Progreso met 2–1, waardoor zij alleen aan de leiding gingen. Onderaan de tabel stond Colón FC nog puntloos laatste. In de zesde speelronde leed Progreso hun eerste puntenverlies (0–0 tegen CA Cerro), maar ze behielde halverwege de competitie de koppositie met dertien punten. River Plate had twaalf punten en Cerro elf. Het leek een driestrijd te gaan worden tussen deze ploegen, want CA Bella Vista (vierde) had slechts zes punten. Onderaan stond Colón nog altijd zonder punten.
River Plate zakte een plekje door verlies tegen Bella Vista en tijdens de negende speelronde pakte Colón hun eerste punten door Wilson FC met 3–2 te verslaan. Van de drie volgende wedstrijden won Colón er nog twee, waardoor ze in vier duels van nul naar zes punten waren gestegen en daardoor ook de laatste plaats waren kwijtgeraakt. Daar stonden nu Wilson en promovendus CA Fénix met vijf punten. De favorieten hielden elkaar in evenwicht; River Plate deelde zowel met Cerro als met Progreso de punten. Progreso wist de terugwedstrijd met Cerro wel te winnen (1–0) en ging met nog één wedstrijd te spelen aan de leiding.
Voor de laatste speelronde had Progreso 22 punten. Cerro en River Plate hadden 20 punten, dus de Gauchos del Pantanoso hadden genoeg aan een gelijkspel om de competitie te winnen. Ook de degradatiestrijd was nog niet beslist: Colón en Wilson hadden allebei punten gepakt, maar Fénix had nog kans op handhaving bij een zege. Progreso moest op die laatste speeldag tegen Fénix. Bij een gelijkspel of een overwinning voor Progreso zouden zowel de eerste als de laatste plek beslist zijn, maar Fénix won de wedstrijd met 2–1. De resultaten in de andere wedstrijden waren ook gunstig voor Fénix en ongunstig voor Progreso: Cerro won van Wilson en River Plate versloeg Colón.
Hierdoor eindigde de competitie met een opmerkelijke stand: Cerro, Progreso en River Plate hadden allemaal 22 punten; Colón, Fénix en Wilson hadden allemaal 7 punten. Wel was duidelijk dat Bella Vista vierde was en San Carlos FC vijfde. De titel en de rode lantaarn werden echter beslist in barragwedstrijden: de top-drie en de onderste drie zouden allebei een halve competitie spelen om te bepalen wie er zou promoveren en wie er zou degraderen.
De strijd om de titel opende met een wedstrijd tussen Cerro en Progreso. Dit eindigde in een 4–1 zege voor Cerro. Vervolgens speelde Progreso tegen River Plate, maar deze wedstrijd verloren ze ook (3–1), waarmee ze waren uitgespeeld voor het kampioenschap. In de beslissende laatste wedstrijd tussen Cerro en River Plate ging de overwinning naar River Plate (1–0). Hierdoor promoveerden de Darsaneros na één jaar afwezigheid weer terug naar de Primera División.
In de beslissingswedstrijden tegen degradatie won Fénix met 2–1 van Wilson. Hierna nam Wilson het op tegen Colón, maar dit resulteerde eveneens in een nederlaag (3–0), waardoor Wilson degradeerde naar de Divisional Intermedia. De wedstrijd tussen Fénix en Colón deed er ten slotte niet meer toe, maar werd wel nog gespeeld (1–1).

### Eindstand
|    | Club           | Sp. | W  | G | V  | Pnt. | DV | DT | DS  |
| -- | -------------- | --- | -- | - | -- | ---- | -- | -- | --- |
| 1. | CA Cerro       | 14  | 10 | 2 | 2  | 22   | 33 | 8  | +25 |
| 2. | CA River Plate | 14  | 10 | 2 | 2  | 22   | 32 | 10 | +22 |
| 3. | CA Progreso    | 14  | 9  | 4 | 1  | 22   | 33 | 12 | +21 |
| 4. | CA Bella Vista | 14  | 7  | 2 | 5  | 16   | 25 | 15 | +10 |
| 5. | San Carlos FC  | 14  | 4  | 1 | 9  | 9    | 16 | 37 | –21 |
| 6. | Wilson FC      | 14  | 2  | 3 | 9  | 7    | 17 | 30 | –13 |
| 7. | CA Fénix       | 14  | 3  | 1 | 10 | 7    | 12 | 33 | –21 |
| 8. | Colón FC       | 14  | 3  | 1 | 10 | 7    | 11 | 34 | –23 |

### Legenda
| Kleur | Kwalificatie voor                                                   |
| ----- | ------------------------------------------------------------------- |
|       | Barragewedstrijden om promotie naar Primera División 1944           |
|       | Barragewedstrijden tegen degradatie naar Divisional Intermedia 1944 |

### Barrages

#### Promotie
|    | Club           | Sp. | W | G | V | Pnt. | DV | DT | DS |
| -- | -------------- | --- | - | - | - | ---- | -- | -- | -- |
| 1. | CA River Plate | 2   | 2 | 0 | 0 | 4    | 4  | 1  | +3 |
| 2. | CA Cerro       | 2   | 1 | 0 | 1 | 2    | 4  | 2  | +2 |
| 3. | CA Progreso    | 2   | 0 | 0 | 2 | 0    | 2  | 7  | –5 |

#### Degradatie
|    | Club      | Sp. | W | G | V | Pnt. | DV | DT | DS |
| -- | --------- | --- | - | - | - | ---- | -- | -- | -- |
| 1. | Colón FC  | 2   | 1 | 1 | 0 | 3    | 4  | 1  | +3 |
| 2. | CA Fénix  | 2   | 1 | 1 | 0 | 3    | 3  | 2  | +1 |
| 3. | Wilson FC | 2   | 0 | 0 | 2 | 0    | 1  | 5  | –4 |

#### Legenda
| Kleur | Kwalificatie voor                          |
| ----- | ------------------------------------------ |
|       | Promotie naar Primera División 1944        |
|       | Degradatie naar Divisional Intermedia 1944 |

| Winnaar Primera B 1943  |
| ----------------------- |
| CA River Plate 1e titel |

## Topscorers
De topscorerstitel ging naar M. Ladem van CA Progreso. Hij maakte 12 doelpunten.
| №  | Speler   | Club        | Goals |
| -- | -------- | ----------- | ----- |
| 1. | M. Ladem | CA Progreso | 12    |